# はんざわかおり
はんざわ かおり（半澤 香織、1985年4月2日 - ）は、日本の漫画家。福島県出身。

## 来歴
2000年、「いちごオムレツ♥」（『りぼんオリジナル』6月号より連載開始）にてデビュー。デビュー時のペンネームは「半澤香織」（読みは同じ）。2009年12月2日、ペンネームをひらがなの「はんざわかおり」に変更した旨をブログにて発表。
2010年、『りぼん』2月号より「キルミンずぅ」（原作:河森正治）の連載を開始（同年10月号まで）。2014年、『まんがタイムきららMAX』8月号より「こみっくがーるず」の連載を開始。2017年6月19日、「こみっくがーるず」のTVアニメ化が発表された。

## 作品リスト

### 漫画作品

#### 連載
- いちごオムレツ♥（『りぼんオリジナル』2000年6月号 - 2006年6月号、『りぼん』2002年9月号 - 2008年12月号） - 半澤香織名義。
- キルミンずぅ（原作：河森正治、『りぼん』2010年2月号[3] - 10月号） - テレビアニメ『あにゃまる探偵 キルミンずぅ』のコミカライズ作品[3]。
- こみっくがーるず（『まんがタイムきららMAX』2014年5月号 - 2023年4月号[4]）
- アイドルビーバック！（『まんがタイムきららMAX』2023年9月号[5] - 連載中）

#### 読み切り
- はじめよう！キュゥべえゼミ（原案：Magica Quartet、『魔法少女まどか☆マギカ 4コマアンソロジーコミック』4巻、2013年） - 『魔法少女まどか☆マギカ』のアンソロジー寄稿作品。
- 『桜Trick』のアンソロジー寄稿作品（原作：タチ、『桜Trick アンソロジーコミック』1巻、2014年）[6]
- 『ハナヤマタ』のアンソロジー寄稿作品（原作：浜弓場双、『ハナヤマタ アンソロジーコミック 1』2014年）[7]
- 『アルドノア・ゼロ』のアンソロジー寄稿作品（原作：Olympus Knights、『ALDNOAH. ZERO アンソロジーコミック』1巻、2014年）
- 『きんいろモザイク』のアンソロジー寄稿作品（原作：原悠衣、『きんいろモザイク アンソロジーコミック』2巻、2015年）
- 木組みの街の正義のミカタ（原作：Koi、『ご注文はうさぎですか？ アンソロジーコミック』2巻、2015年） - 『ご注文はうさぎですか？』のアンソロジー寄稿作品。
- ひとりGAME!（原作：得能正太郎、『NEW GAME! アンソロジーコミック』1巻、2016年） - 『NEW GAME!』のアンソロジー寄稿作品[8]。
- S.N.S部（原作：くろば・U、『ステラのまほう アンソロジーコミック 1』2016年） - 『ステラのまほう』のアンソロジー寄稿作品。

### 書籍

#### 漫画単行本
- 『いちごオムレツ♥』、集英社〈りぼんマスコットコミックス〉2004年 - 2009年、全4巻
- 『キルミンずぅ』、集英社〈りぼんマスコットコミックス〉2010年、全1巻
- 『こみっくがーるず』、芳文社〈まんがタイムKRコミックス〉2015年 - 2023年[4]、全9巻
- 『アイドルビーバック！』、芳文社〈まんがタイムKRコミックス〉2024年 - 刊行中、既刊2巻（2025年2月27日現在）
  1. 2024年2月27日発売[9][10]、ISBN 978-4-8322-9528-5
  2. 2025年2月27日発売[10]、ISBN 978-4-8322-9616-9

#### 画集
- 『こみっくがーるず画集 〜あばばーさりー！〜』芳文社〈まんがタイムKRコミックス〉2023年3月27日発売[4]、ISBN 978-4-8322-7452-5

### その他
- がっこうぐらし！アンソロジーコミック 穏（2015年）イラスト[11]
- 三者三葉 アンソロジーコミック 1（2016年）イラスト
- 三者三葉（テレビアニメ、2016年）第9話 エンドカード
- ご注文はうさぎですか?（テレビアニメ、2017年）TOKYO MX再放送版第1話エンドカード
- きららファンタジア（ゲーム、2017年）オリジナルキャラクター「シュガー」「ソルト」のキャラクターデザイン、監修
- 僕のソルシエール（2021年、夕希実久著、コミックス第4巻にイラストを寄稿）